# Delusion Point
Der Delusion Point (englisch für Einbildungsspitze; spanisch Punta Delusión) ist eine Landspitze an der Oskar-II.-Küste des Grahamlands auf der Antarktischen Halbinsel. Sie bildet am Kopfende des Exasperation Inlet das östliche Ende eines Gebirgskamms, der die Südwand des Crane-Gletschers darstellt.
Der australische Polarforscher Hubert Wilkins fotografierte die Landspitze bei seinem Überflug am 20. Dezember 1928. Der Falkland Islands Dependencies Survey kartierte sie im Jahr 1947 und nahm die Benennung vor. Benannt ist sie in Anlehnung an die Benennung des Crane-Gletschers, von dem man lange Zeit irrtümlich angenommen hatte, es handele sich dabei um einen Kanal, der das Grahamland in seiner Breite durchschneidet.